# 켄시코 묘지

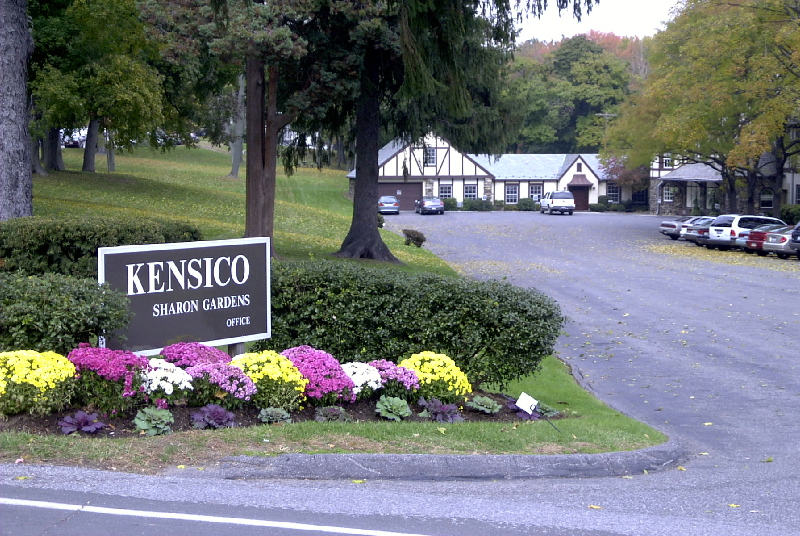
정문

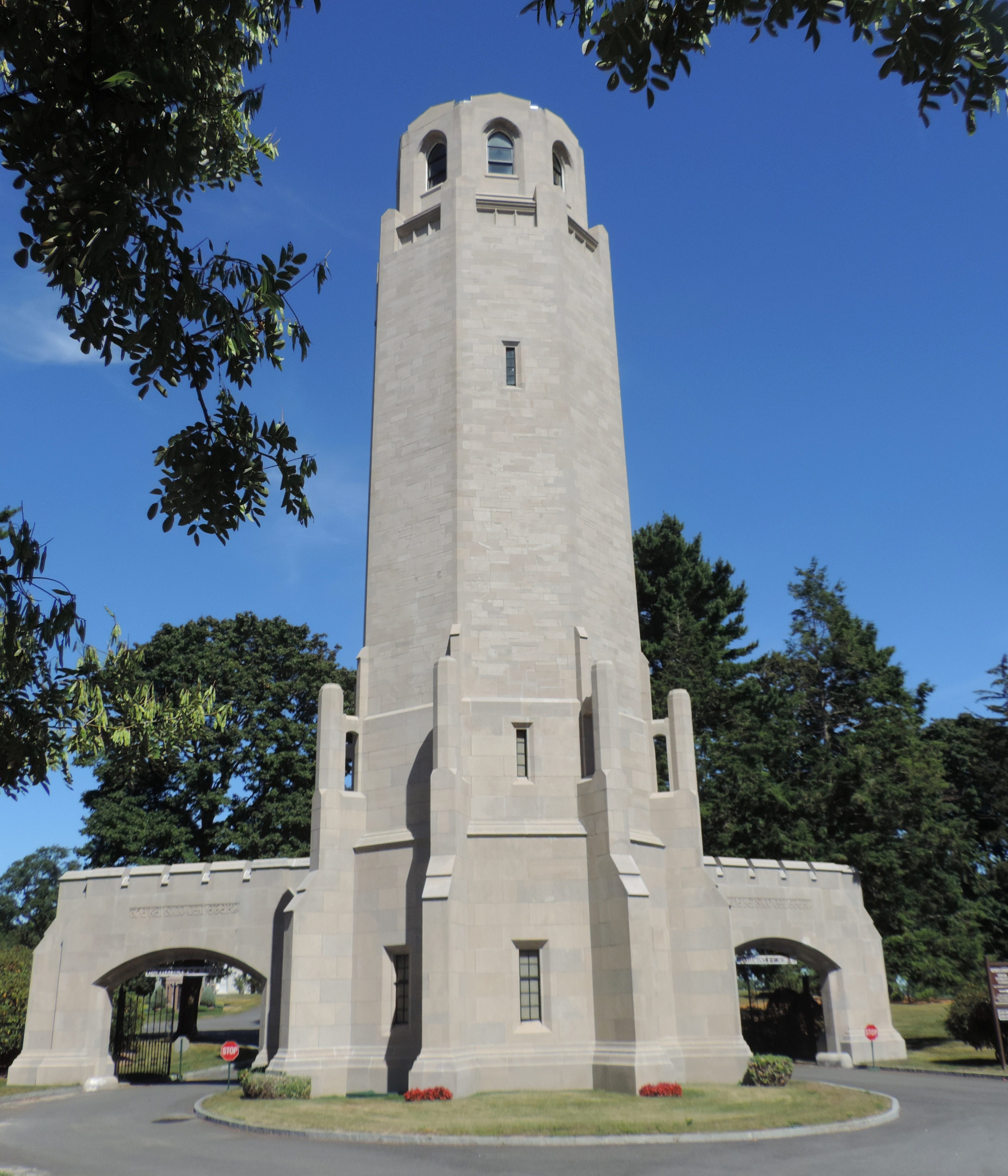
북쪽 입구에 있는 타워

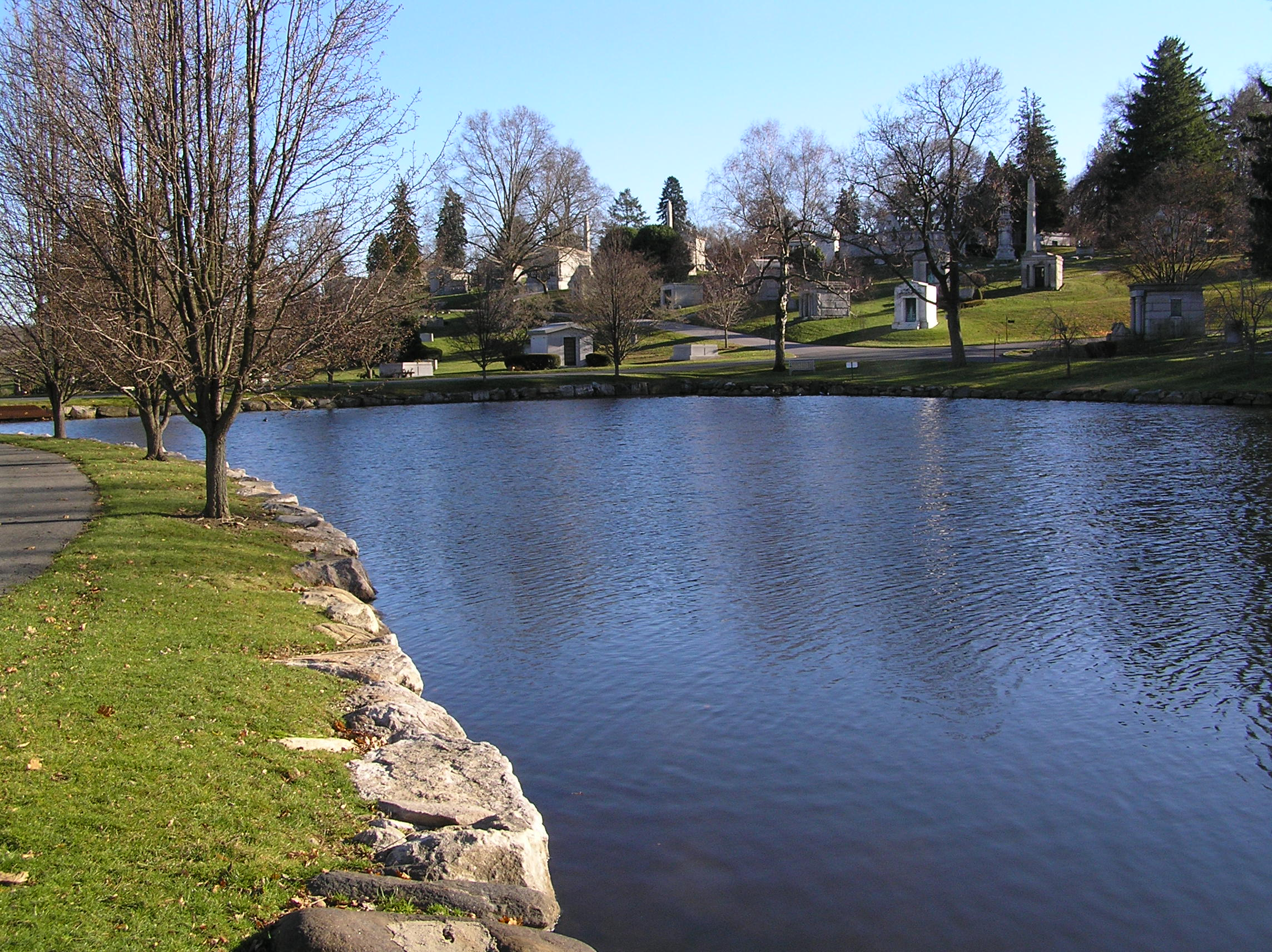
미네올라 호수

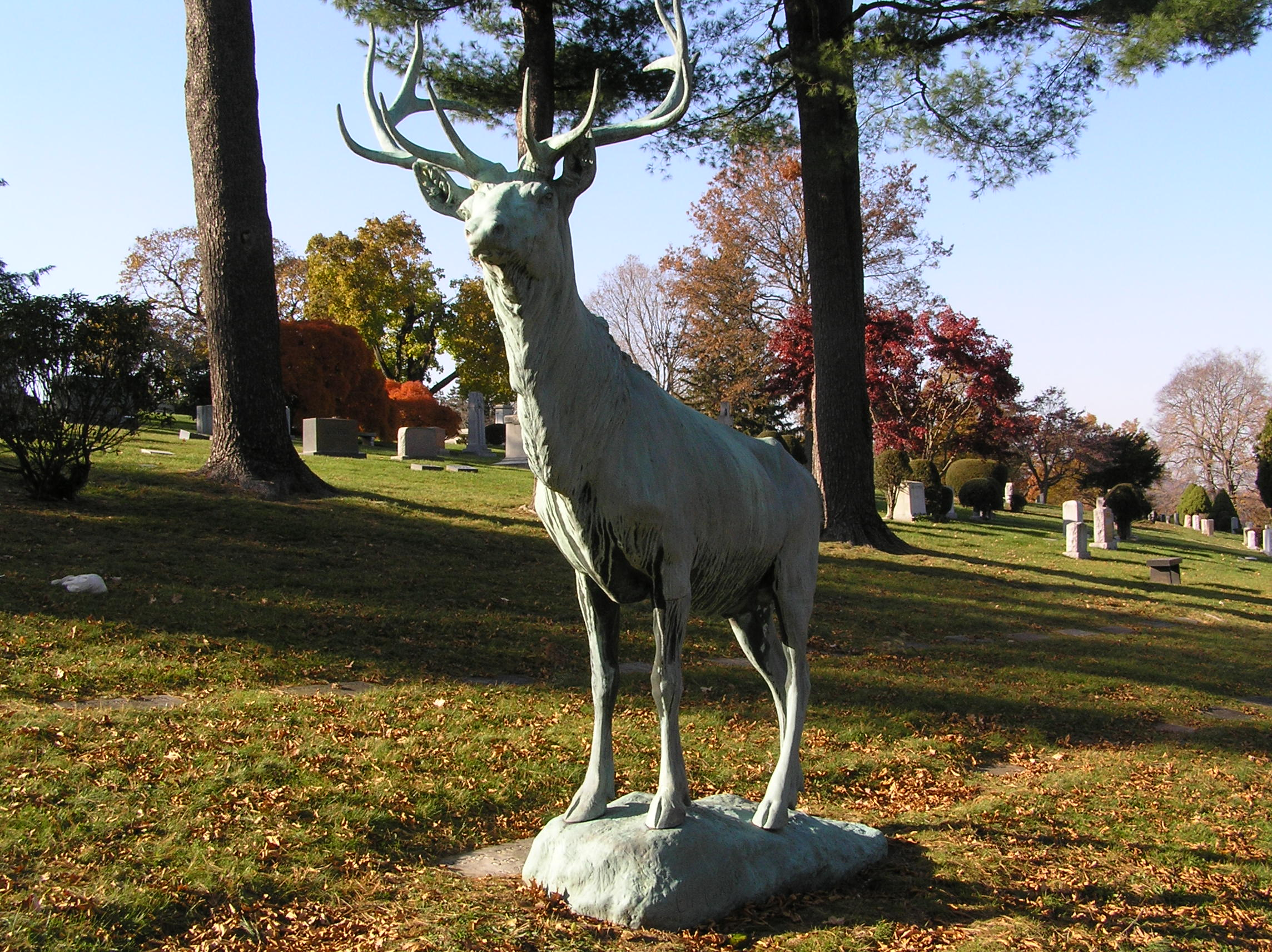
엘크 조각상

뉴욕 주 웨스트체스터 카운티 발할라에 있는 켄시코 묘지(Kensico Cemetery)는 1889년에 설립되었다. 당시 뉴욕 시내 묘지의 다수가 만원이 되어 도시를 운행하는 철도 근처에 시외 묘지들이 조성되고 있었다. 초기의 면적은 250 ac (1.0 km2) 이었고 1905년에 600 ac (2.4 km2) 로 확장되었으나, 1912년에 묘지의 일부가 인근의 Gate of Heaven Cemetery에 매각되면서 461 ac (1.87 km2) 로 감소되었다.
러시아 태생의 세르게이 라흐마니노프를 비롯해 20세기 초반의 많은 연예인들이 이곳에 묻혀있다. 묘지에는 미국 배우 기금과 국립 보드빌 협회(National Vaudeville Association) 회원을 위한 특별 구역이 있는데 이들 회원 중 일부는 극심한 빈곤 중에 사망했다.
묘지에는 제1차 세계대전에 참전한 캐나다 육군 병사 3명과 제2차 세계대전에 참전한 미국 왕립공군 공군 장교 1명의 묘지인 영연방 전쟁 묘지 4개가 있다.
2021년 12월 기준으로 야구 명예의 전당 헌액자 루 게릭을 포함하여 8명의 메이저 리그 야구 선수들이 이곳에 묻혀있다.
샤론 가든(Sharon Gardens)은  켄시코 묘지 내의 76 에이커 (31 ha) 넓이의 구역인데, 유대인의 매장을 위해 1953년에 조성되었다.

## 켄시코 구역의 유명인
- Virginia Admiral (1915–2000), 화가 및 시인, 배우 로버트 드 니로의 어머니
- Hadji Ali (약 1887-92 – 1937), 보드빌 공연 예술가
- Elizabeth Akers Allen (1832–1911), 작가 및 시인
- Glenn Anders (1889–1981), 미국 배우
- Edward Franklin Albee II (1857–1930), 보드빌 임프레사리오
- John Emory Andrus (1841–1934), 뉴욕 언커스 시의 시장 및 미국 의회 의원
- Peter Arno (1904–1968), 만화가
- Anne Bancroft (1931–2005), 미국 여배우
- Wendy Barrie (1912–1978), 여배우
- Ed Barrow (1868–1953), 야구 감독 및 임원
- Marion Bauer (1882–1955), 미국 작곡가
- Malcolm Lee Beggs (1907–1956), 배우
- Henri Bendel (1868–1936), 패션 디자이너, Bendel bonnet 창조자
- Theodore Bendix (1862–1935), 작곡가 및 음악 감독
- Vivian Blaine (1921–1995), 여배우 및 가수
- William Blaisdell (1865–1931), 배우 (플롯: Actors' Fund)
- Ralph Albert Blakelock (1847–1919), 낭만주의 화가
- Patras Bokhari (1898–1958), 파키스탄 풍자 작가
- Paul Bonwit (1862–1939), 본위트 텔러(Bonwit Teller) 백화점 창립자
- Evangeline Booth (1865–1950), 전도사, 구세군 창립자의 딸, 구세군 제4대 대장
- Herbert Booth (1862–1926), 작곡가, 구세군 창립자의 아들
- Sully Boyar (Irvin) (1923–2001), 배우
- Martin Bregman (1926–2018), 영화 프로듀서
- Samuel Logan Brengle (1860–1936), 작가, 구세군 커미셔너
- Russ Brown (1892–1964), 배우
- Billie Burke (1884–1970), 미국 여배우, 플로렌츠 지그펠드의 부인
- Henry Burr (1882–1941), 캐나다 가수
- William J. Butler (1860–1927), 아일랜드 출신의 무성영화 배우
- Cheng Chui Ping (1949–2014), '스네이크헤드', 인간 밀주업자
- Andy Coakley (1882–1963), 야구 선수
- Frank Conroy (1890–1964), 영국 영화 및 무대 배우
- Bigelow Cooper (1867–1953), 배우
- Harry Cooper (1904–2000), 골프 선수
- Frederick E. Crane (1869–1947), 뉴욕 주 상급 법원 판사
- Cheryl Crawford (1902–1986), 연극 프로듀서
- Milton Cross (1897–1975), 라디오 호스트 및 아나운서
- Edward W. Curley (1873–1940), 미국 의회 의원
- George Ticknor Curtis (1812–1894), 작가, 작가, 역사학자 및 변호사
- Harry Davenport (1866–1949), 배우
- Olive Deering (1918–1986), 여배우
- William Wallace Denslow (1856–1915), 일러스트레이터
- Robert De Niro Sr. (1922—1993), 화가, 배우 로버트 드 니로의 아버지
- Peter DeRose (1900–1953), 명예의 전당 작곡가
- Elliott Dexter (1870–1941), 영화 및 무대 배우
- Lew Dockstader (1856–1924), 보드빌 코미디언.[3]
- Luigi Palma di Cesnola (1832–1904) 미국 내전 명예의 메달 수상자
- Arthur Donaldson (1869–1955), 무대 및 스크린 배우
- Tommy Dorsey (1905–1956), 스윙 시대 트롬본 연주자 및 밴드 리더
- J. Gordon Edwards (1867–1925), 무성영화 감독
- Sherman Edwards (1919–1981), 토니상 수상 작곡가 및 작사가
- Angna Enters (1897–1989), 연예인
- Judith Evelyn (1909–1967), 무대 여배우
- Geraldine Farrar (1882–1967), 오페라 소프라노
- Sid Farrar (1859–1935), 메이저 리그 야구 선수, 소프라노 제랄딘 파라의 아버지
- Emanuel Feuermann (1902–1942), 대표적인 첼로 연주자
- Sylvia Fine (1913–1991), 가사 작가, 작곡가 및 프로듀서, 그리고 코미디언 댄니 케이의 부인
- Ezio Flagello (1931–2009), 오페라 베이스
- Gloria Foster (1933–2001), 여배우
- Harry Frazee (1880–1929), 보스턴 레드삭스 소유자
- Lou Gehrig (1903–1941), 야구 명예의 전당 야구 선수
- Roy J. Glauber (1925–2018), 노벨 물리학상 수상자
- Billy Golden (1858–1926), 블랙페이스 코미디언 및 가수
- Rose Gregorio (1925–2023), 여배우
- Ulu Grosbard (1929–2012), 영화 및 무대 감독, 프로듀서
- Marion Harris (1896–1944), 가수
- Valerie Jill Haworth  (1945–2011), 영국 여배우
- Mrs. Julian Heath (1863–1932), 라디오 성우
- Grace Henderson (1860–1944), 여배우
- Gustave Herter (1830–1898), 가구 제작자 및 인테리어 장식가
- Al Hodge (1912–1979), 배우
- May Irwin (1862–1938), 코미디언
- Danny Kaye (1911–1987), 배우 및 코미디언
- Guy Kibbee (1882–1956), 배우
- Joseph Kilgour (1863–1933), 캐나다 출신 배우
- Ruth Laredo (1937–2005), 피아니스트
- William Van Duzer Lawrence (1842–1927), 사라 로렌스 칼리지(Sarah Lawrence College 설립자
- Herbert H. Lehman (1878–1963), 정치인
- Jeffreys Lewis (약 1852–1926), 여배우
- Joseph J. Little (1841–1913), 뉴욕 의회 의원
- Cissie Loftus (1876–1943), 스코틀랜드 출신 여배우, 가수, 코미디언 및 보드빌리언
- Dorothy Loudon (1933–2003), 토니상 수상 여배우
- Mario Majeroni (1870–1931), 이탈리아 출신 배우, 아델라이드 리스토리의 조카
- Tommy Manville (1894–1967), 존스 맨빌 석면 재산 상속자
- Jack McGowan (1894–1977), 브로드웨이 작가, 퍼포머 및 프로듀서
- Claudia McNeil (1917–1993), 여배우
- Herman A. Metz (1867–1934), 미국 의회 의원
- Anna Moffo (1932–2006), 오페라 소프라노
- William Muldoon (1852–1933), 레슬러
- Allan Nevins (1890–1971), 역사학자 및 저널리스트
- Anne Nichols (1891–1966), 극작가 및 각본가
- Carlotta Nillson (1876–1951), 여배우
- Caroline Love Goodwin O'Day (1875–1943), 뉴욕 의회 의원
- Eulace Peacock (1914–1996), 육상 선수
- Ann Pennington (1893–1971), 지그펠드 여배우
- David Graham Phillips (1867–1911), 저널리스트 및 소설가
- Jesse S. Phillips (1871–1954), 변호사, 의회 의원, 주 보험 감독관 및 보험 관리자
- Harriet Quimby (1875–1912), 탐험 비행사
- 세르게이 라흐마니노프 (1873–1943), 작곡가, 피아니스트, 지휘자
- Ayn Rand (1905–1982), 작가, 철학자, 극작가 및 각본가
- Jacob Ruppert (1867–1939), 뉴욕 양키스 소유자
- Soupy Sales (1926–2009), 코미디언
- 데이비드 사노프 (1891–1971), RCA 사장
- Fritzi Scheff (1879–1954), 오페라 소프라노 및 여배우
- Gordon Scott (1926-2007), 배우
- Peri Schwartz (1951–2021년), 예술가
- Gil Scott-Heron (1949–2011년) 가수 및 음악가
- Ann Shoemaker (1891–1978년), 여배우
- Richard B. Shull (1929–1999년), 배우
- Ivan F. Simpson (1875–1951년), 스코틀랜드 출신 배우
- Leo Singer (1877–1950년), 싱어 미젯 보드빌 그룹 매니저
- Alison Skipworth (1863–1952년), 영국 여배우
- Alfred Holland Smith (1863–1924년), 뉴욕 센트럴 레일로드 회장
- Howard Smith (1893–1968년), 캐릭터 배우
- Mildred Joanne Smith (1921–2015년), 여배우 및 교육자[4]
- Peter Moore Speer (1862–1933년), 미국 의회 의원
- Ellsworth Milton Statler (1863–1928년), 호텔 기업가
- Henry Stephenson (1871–1956년), 배우
- Max Stern (1898–1982년), 기업인 및 자선가
- Lewis Stone (1879–1953년), 배우
- Oscar W. Swift (1869–1940년), 미국 의회 의원
- Fay Templeton (1865–1939년), 여배우
- Gertrude Thanhouser (1880–1951년), 여배우
- Benjamin I. Taylor (1877–1946년), 미국 의회 의원
- Deems Taylor (1885–1966년), 작곡가 및 저널리스트
- Victoria Tolbert (1916–1997년), 리베리아의 퍼스트레이디[5]
- Wen-Ying Tsai (1928–2013년), 사이버네틱 조각가
- William L. Ward (1856–1933년), 미국 의회 의원
- Charles Weidman (1901–1975년), 무용가 및 크리에이터
- James E. West (1876–1948년), 미국 소년 스카우트의 최초 Chief Scout Executive
- Spencer Wishart (1889–1914년), 레이스카 드라이버
- William B. Williams (1923–1986년), 디스크 자키
- John North Willys (1873–1935년), 자동차 제조업체
- Charles E. Wilson (1886–1972년), 제너럴 일렉트릭 회장
- Francis Wilson (1854–1935년), 배우
- Blanche Yurka (1887–1974년), 연극과 영화 여배우
- Herbert Zelenko (1906–1979년), 미국 의회 의원
- Florenz Ziegfeld (1869–1932년), Ziegfeld Follies 프로듀서

## 샤론 가든 구역의 유명인
- 로다 블룸버그 (1917~2016), 작가
- Paddy Chayefsky (1923-1981), 시나리오 작가, 3개의 아카데미 상 수상자
- 프레드 프렌들리 (1915~1998), 방송인
- Philip Gips (1931~2019), 영화 포스터 아티스트
- 길버트 고트프리드 (1955~2022), 코미디언, 배우
- Alan Kirschenbaum (1961~2012), 텔레비전 프로듀서이자 작가
- 로버트 메릴 (1917~2004), 바리톤, 메트로폴리탄 오페라 스타
- 마샬 워렌 니렌버그 (1927~2010), 생화학자
- 프레디 로만 (1937~2022), 코미디언
- 머레이 솔츠먼 (1929~2010), 랍비, 시민권 운동가
- 비벌리 실스 (1929~2007), 오페라 소프라노
- Lew Soloff (1944-2015), 재즈 트럼펫 연주자
- 리 월리스 (1930~2020), 배우
- Elie Wiesel (1928~2016), 작가, 홀로코스트 생존자

## 이미지 갤러리

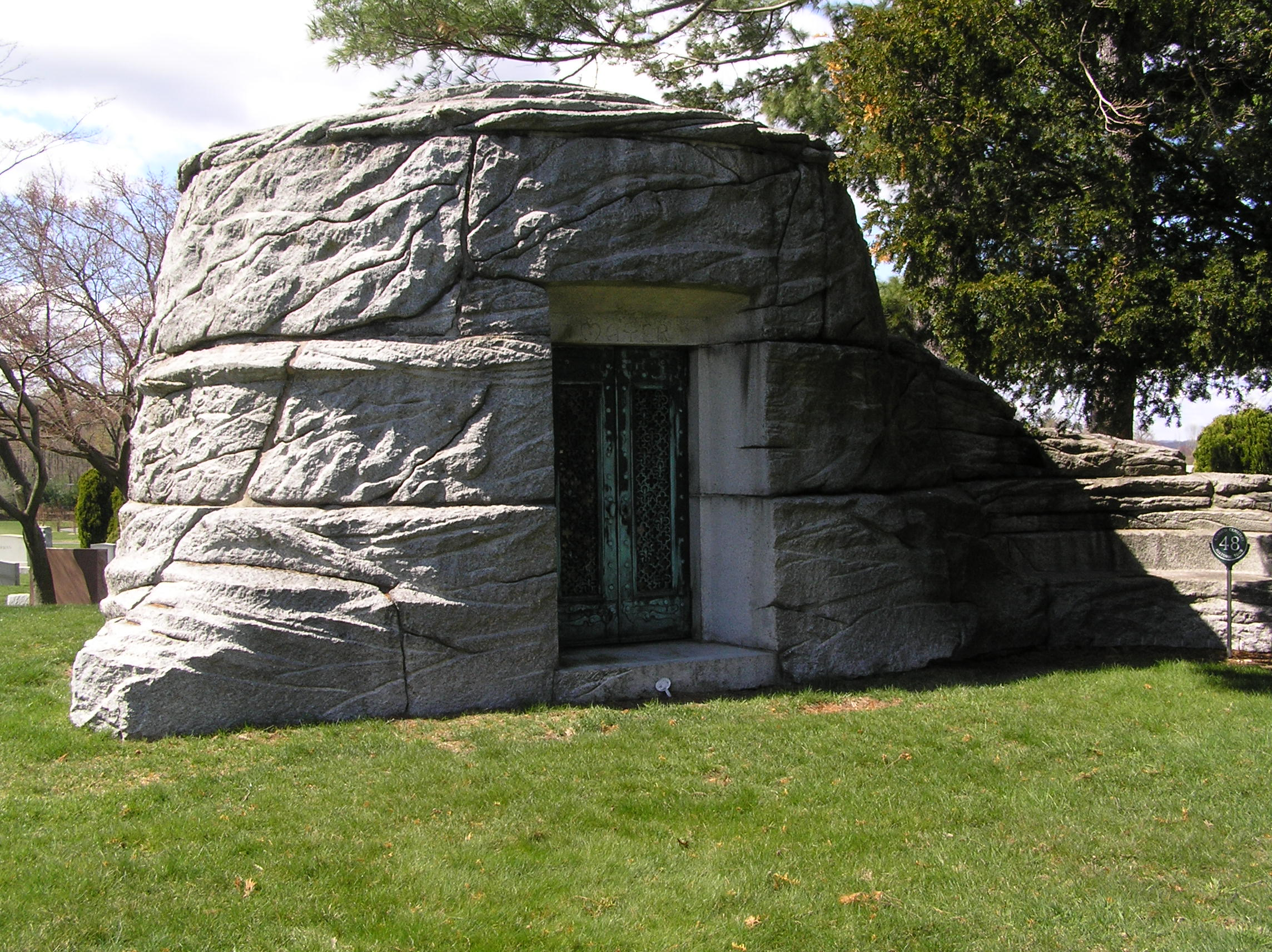
마이어 고분
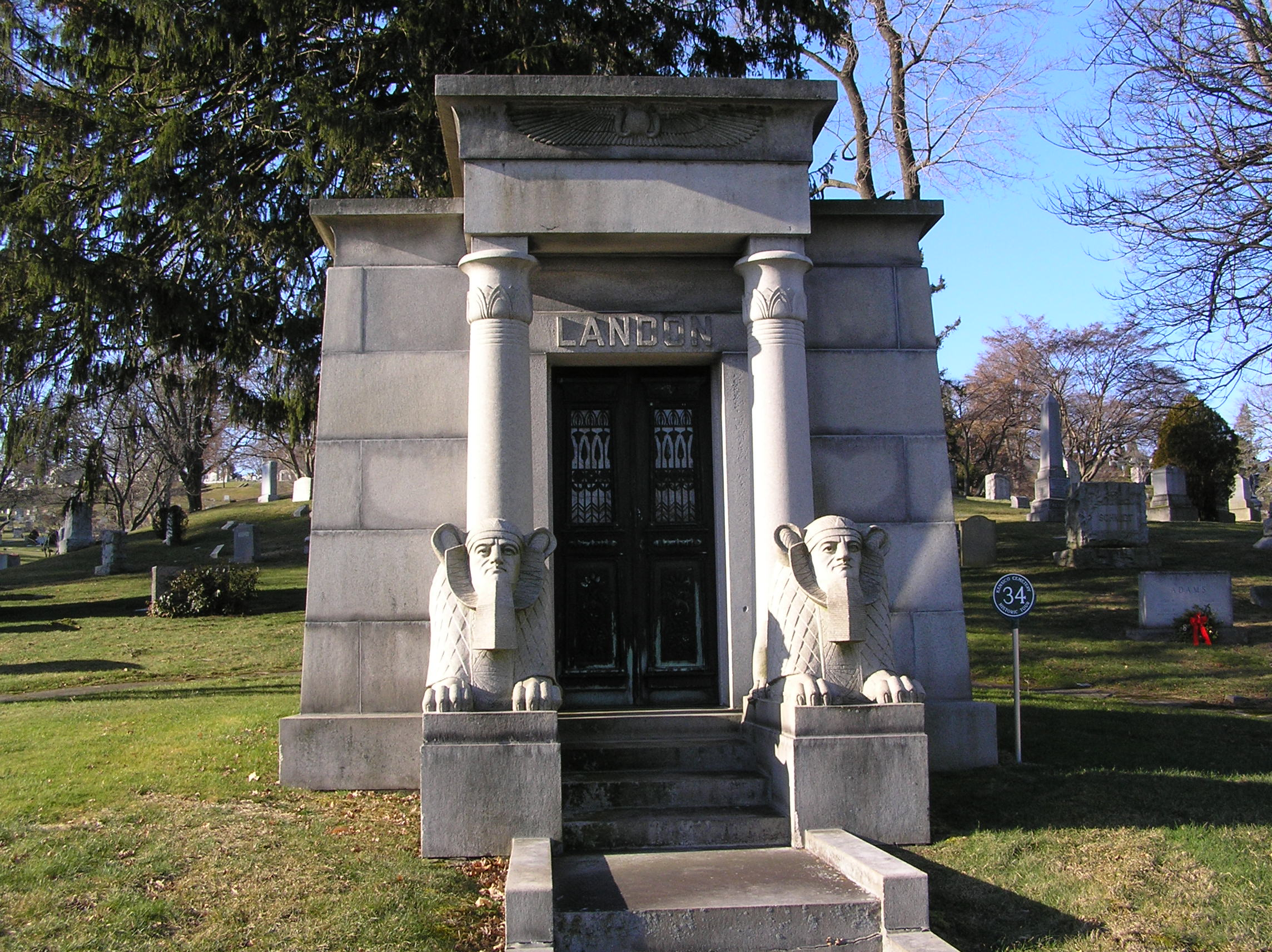
이집트 스핑크스 묘
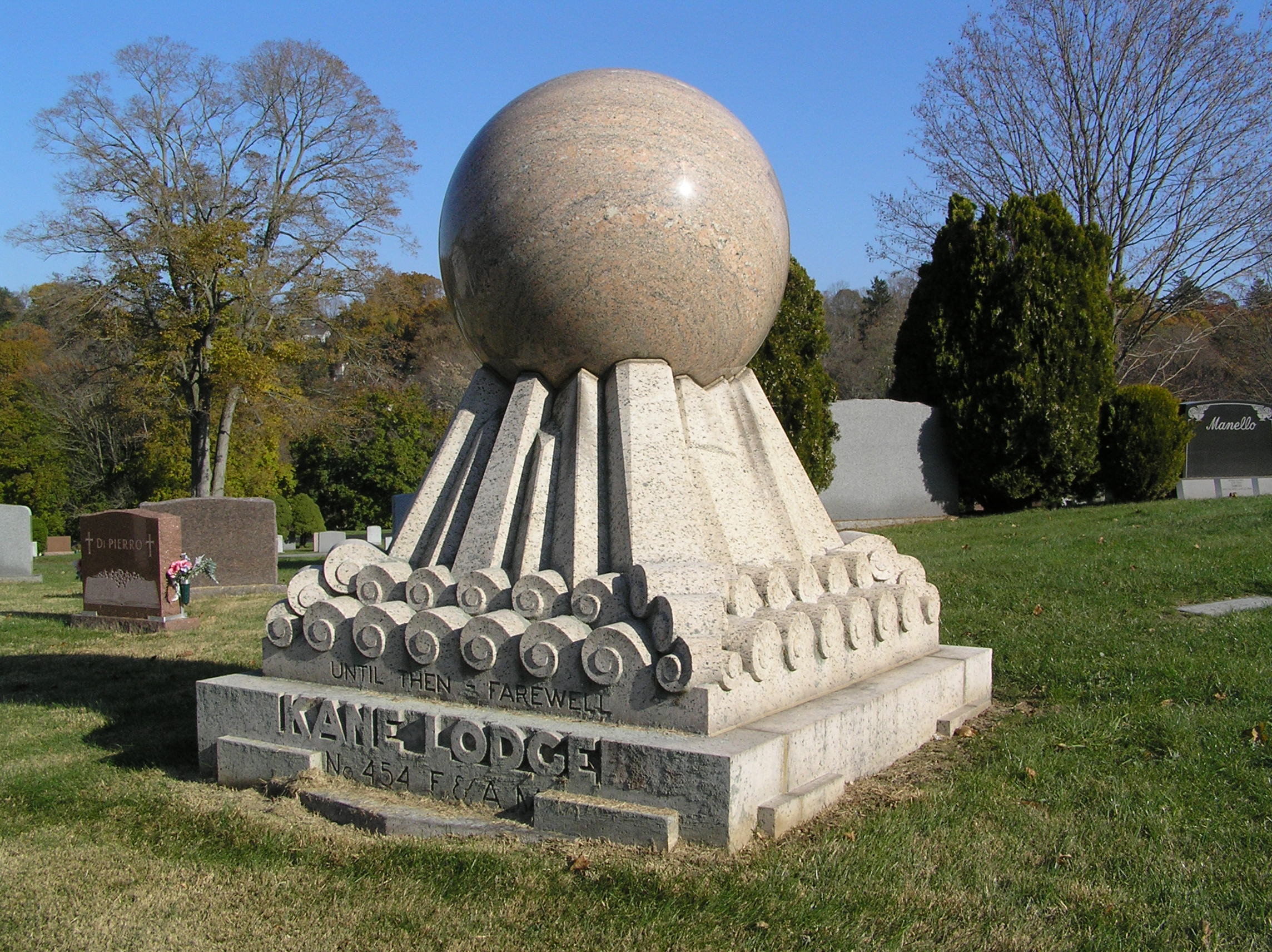
케인 롯지 구체
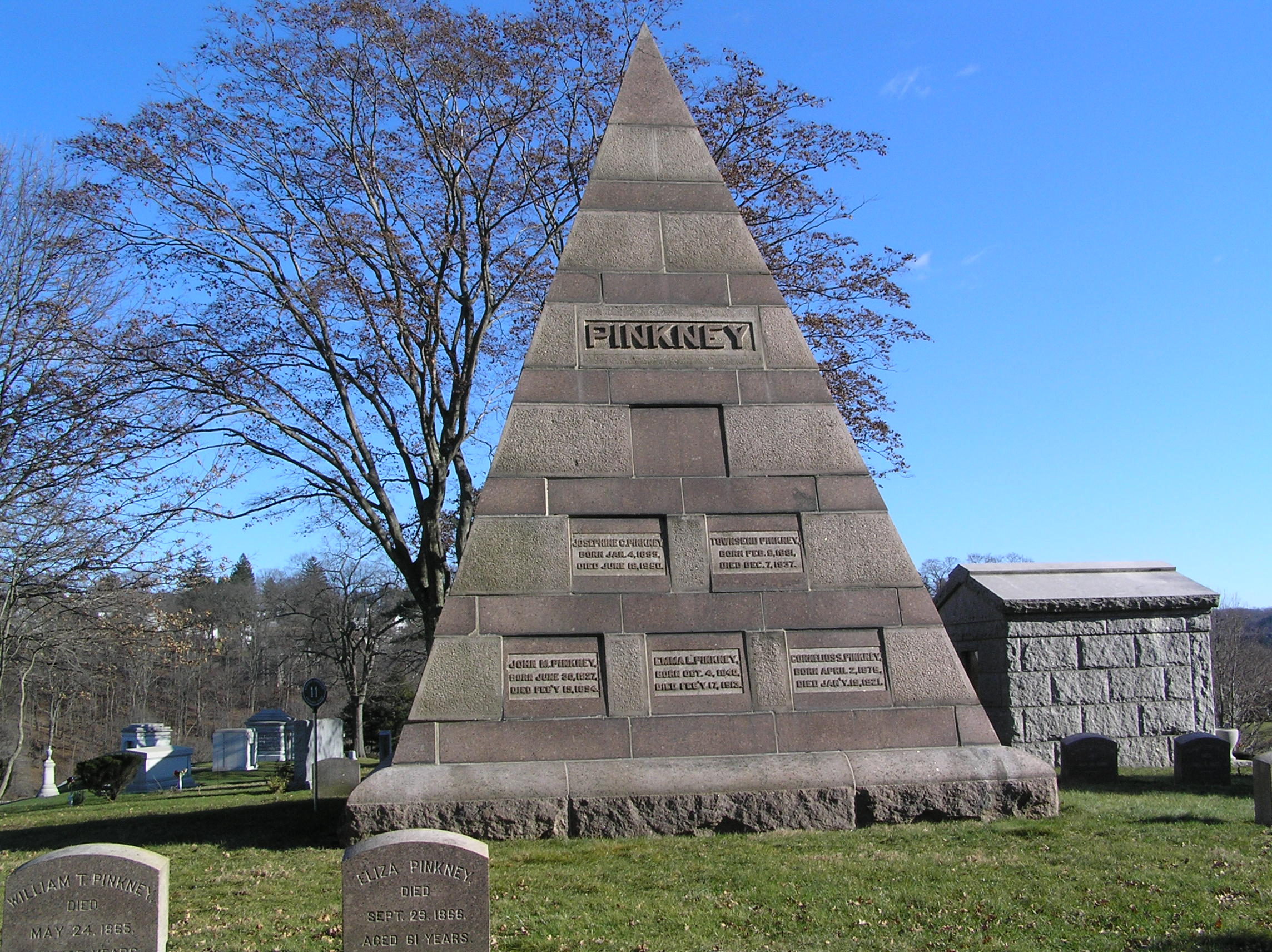
핑크니 피라미드
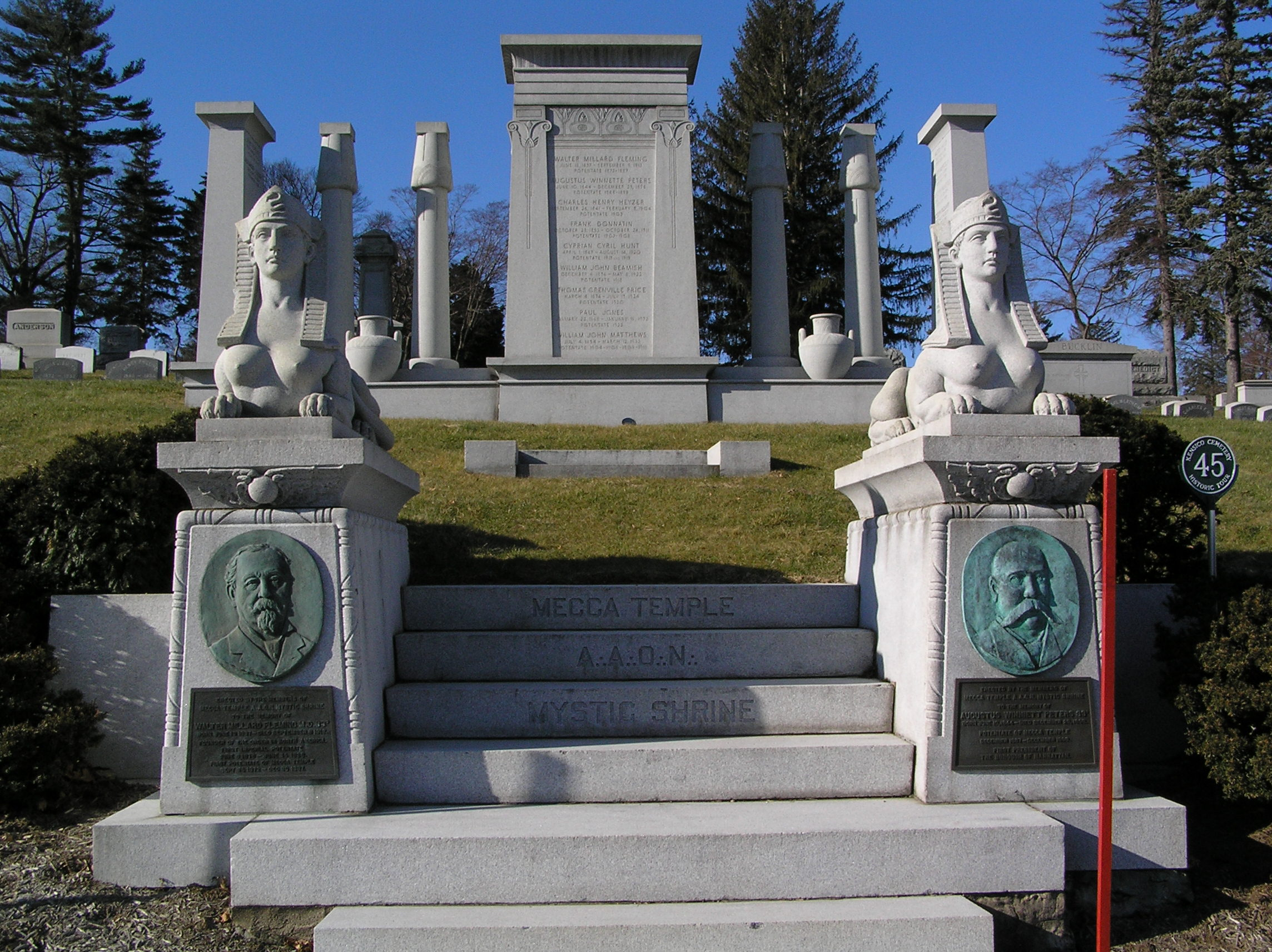
메카 사원
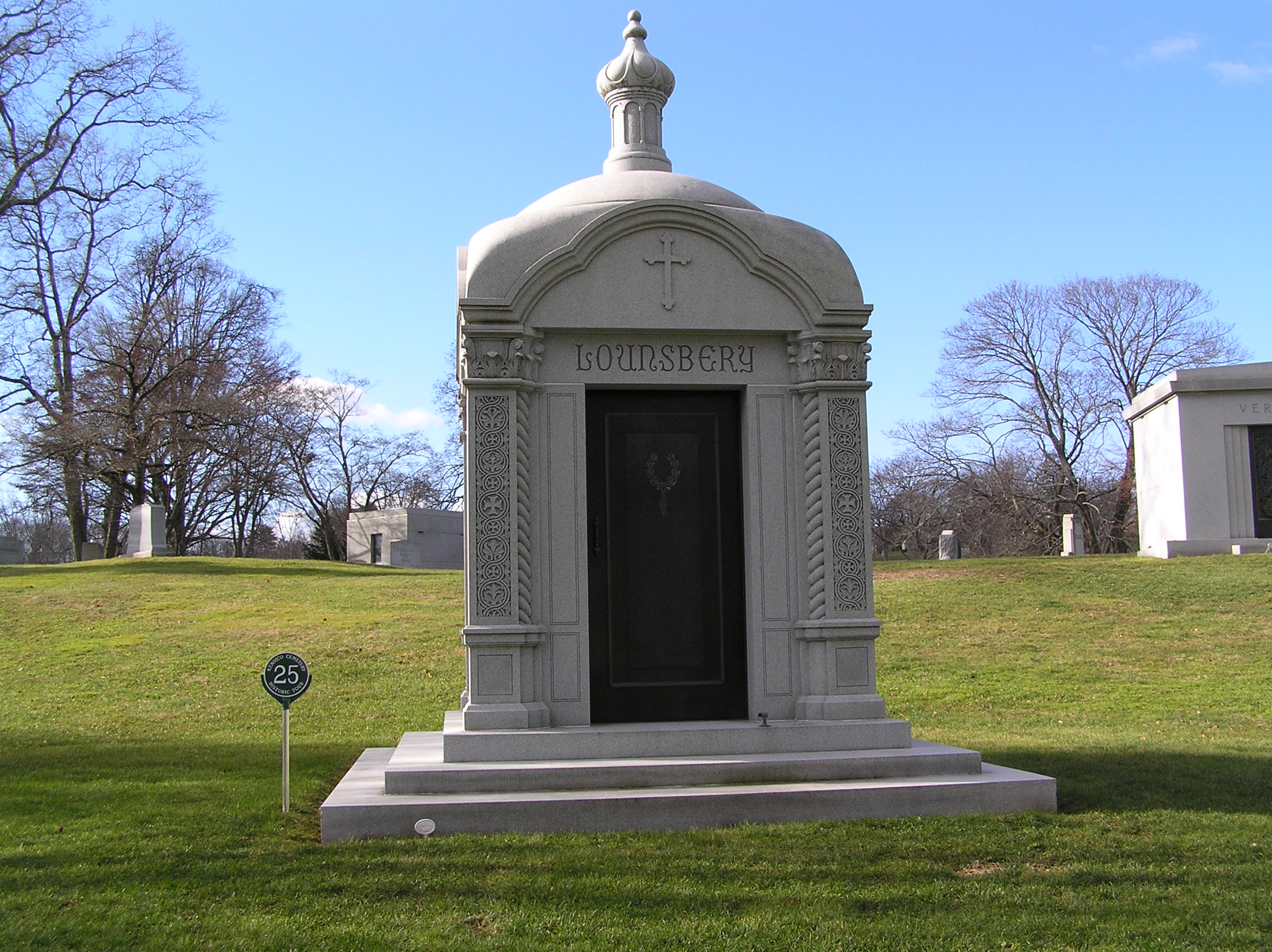
Phineas Lounsbery의 묘
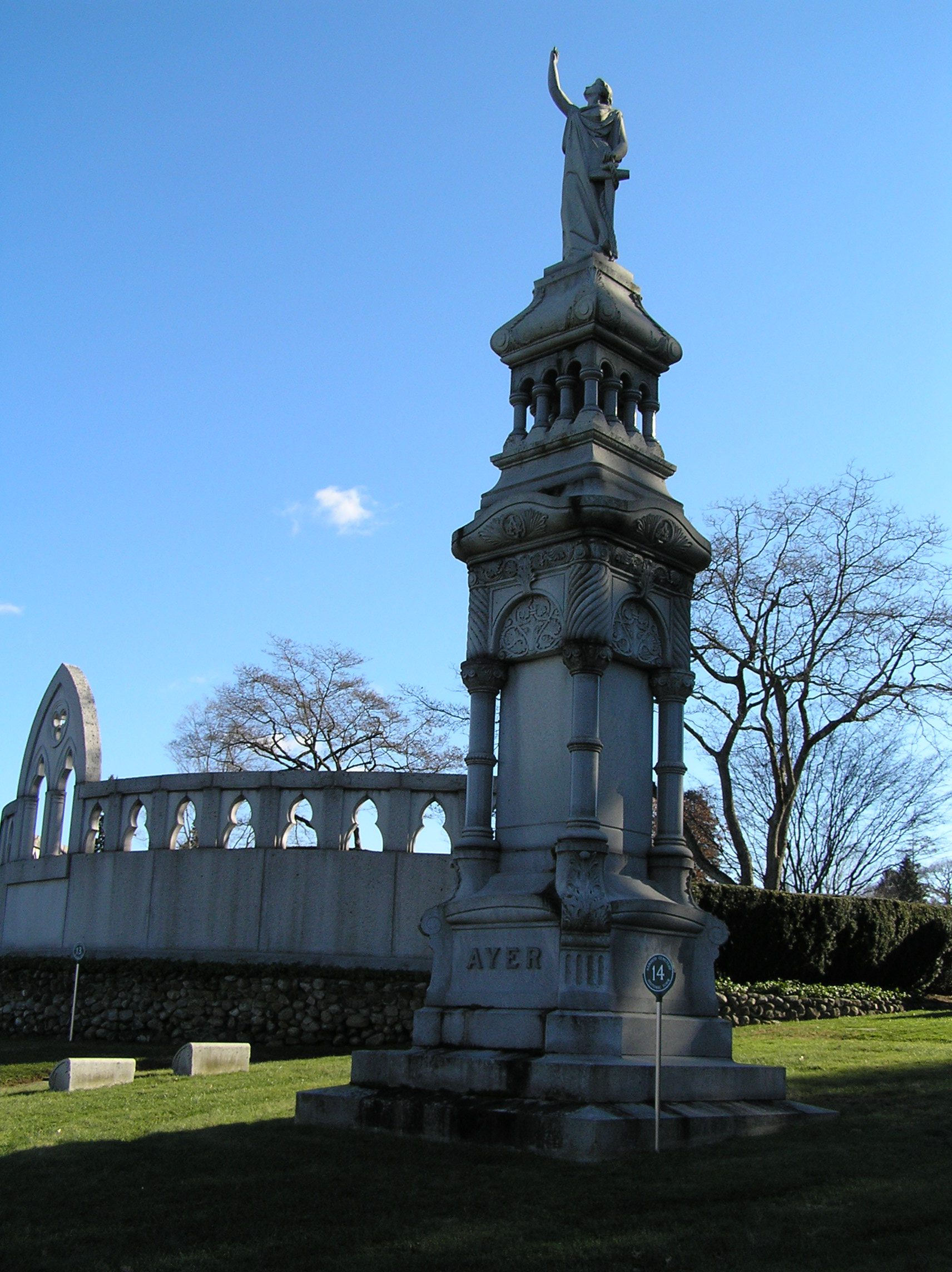
에이어 조상
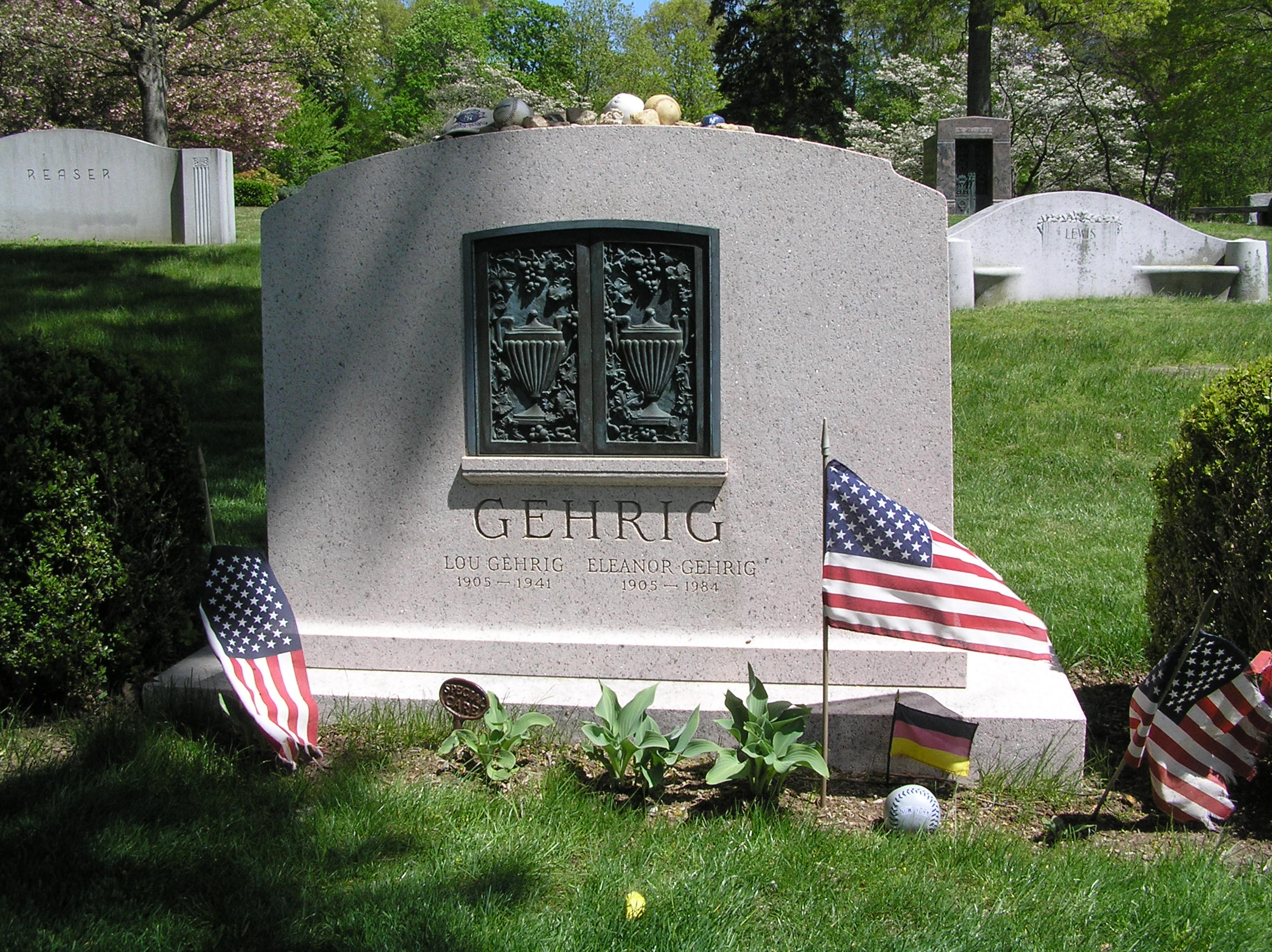
루 게릭의 묘
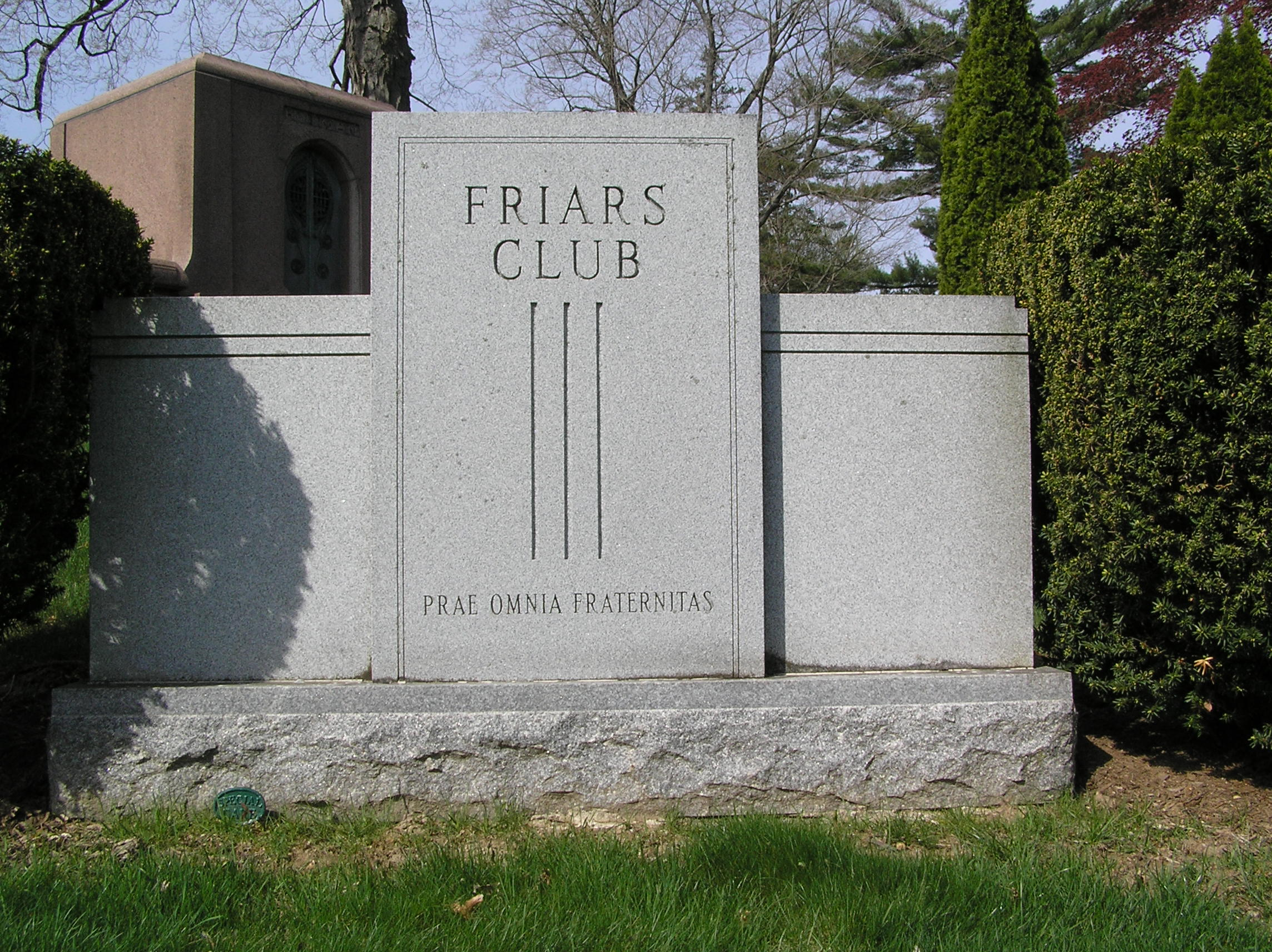
프라이어스 클럽 묘
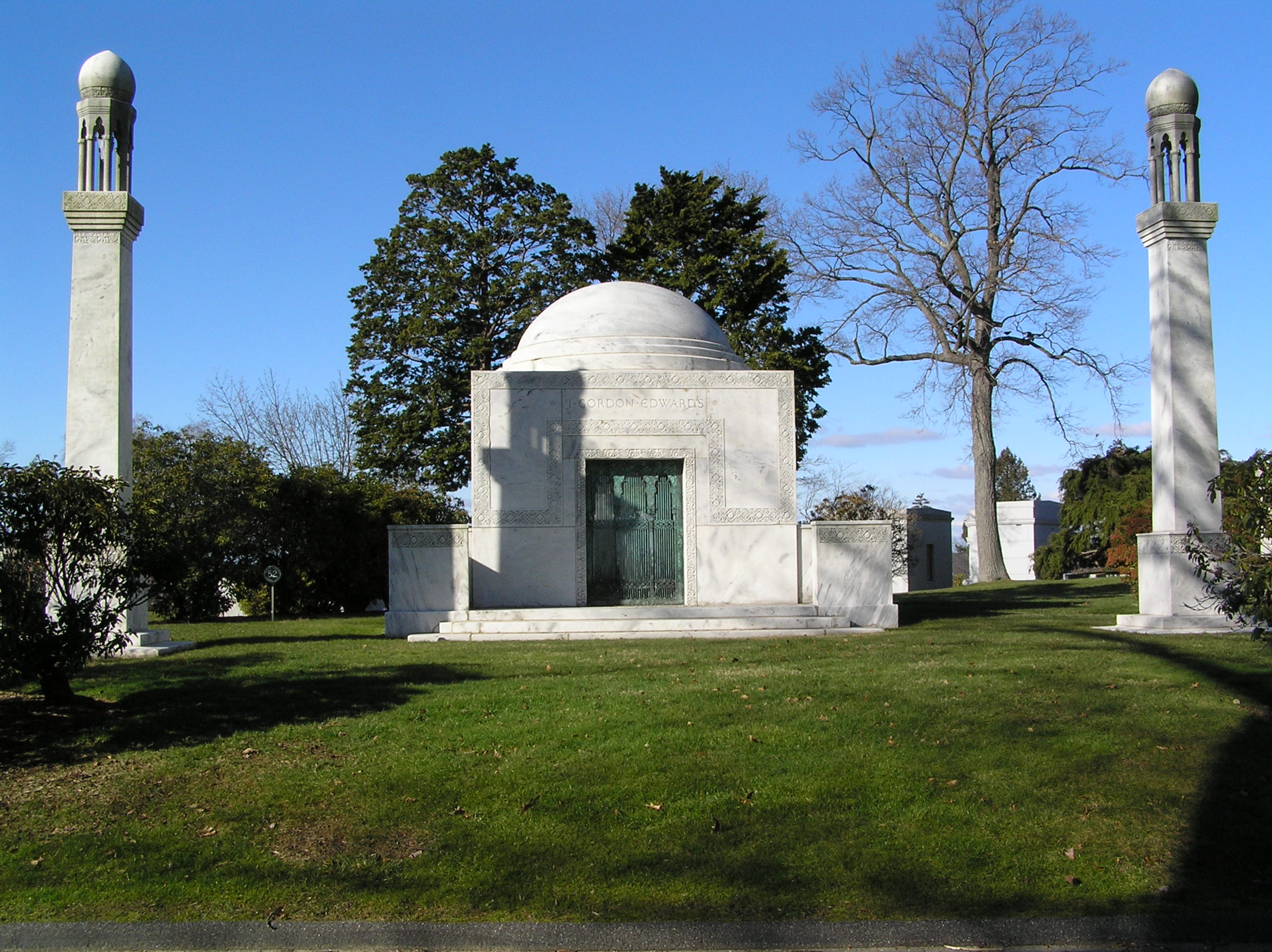
미나렛이 있는 J. 고든 에드워즈의 묘
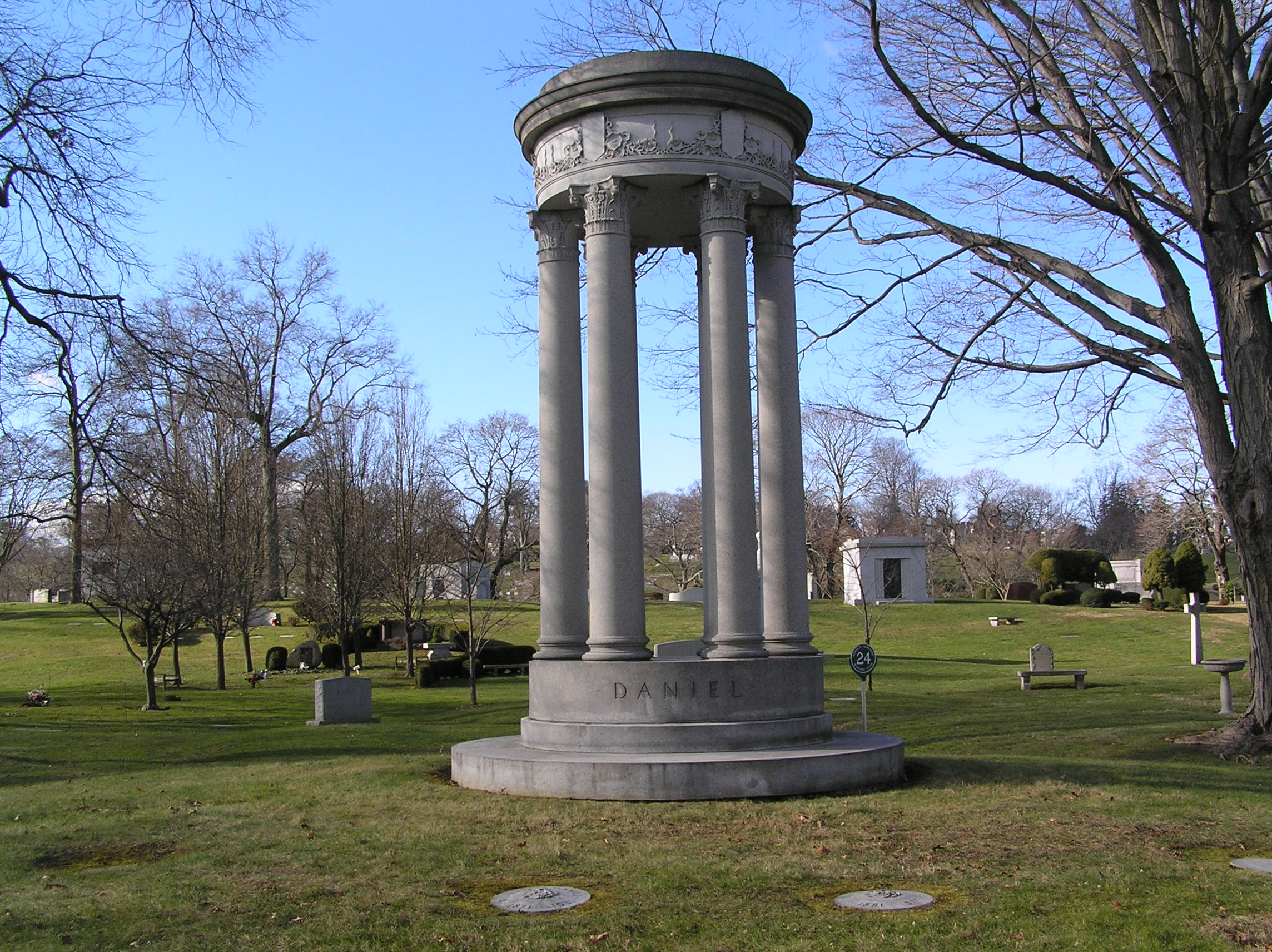
다니엘 기념물
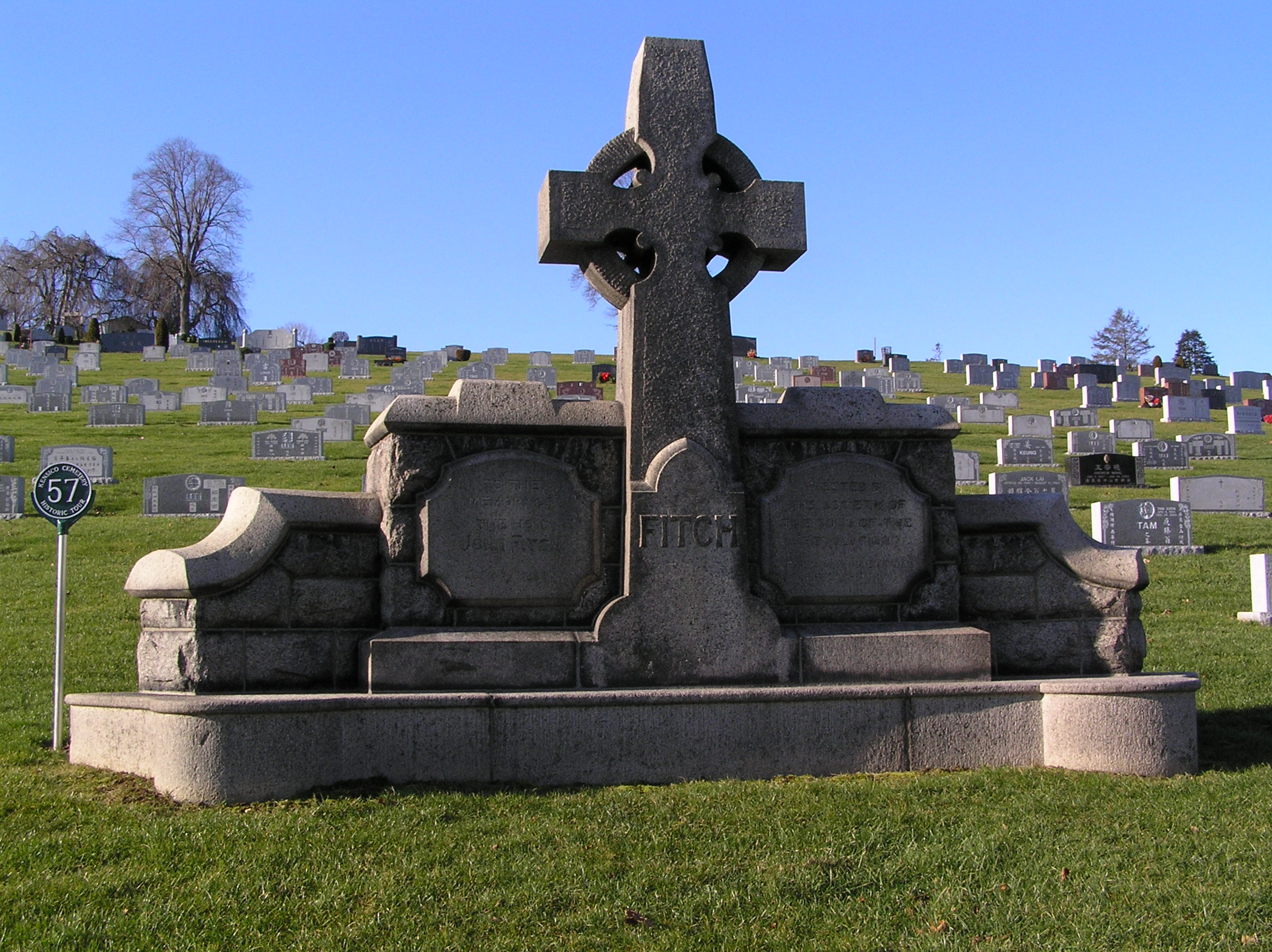
존 피치 판사 기념물
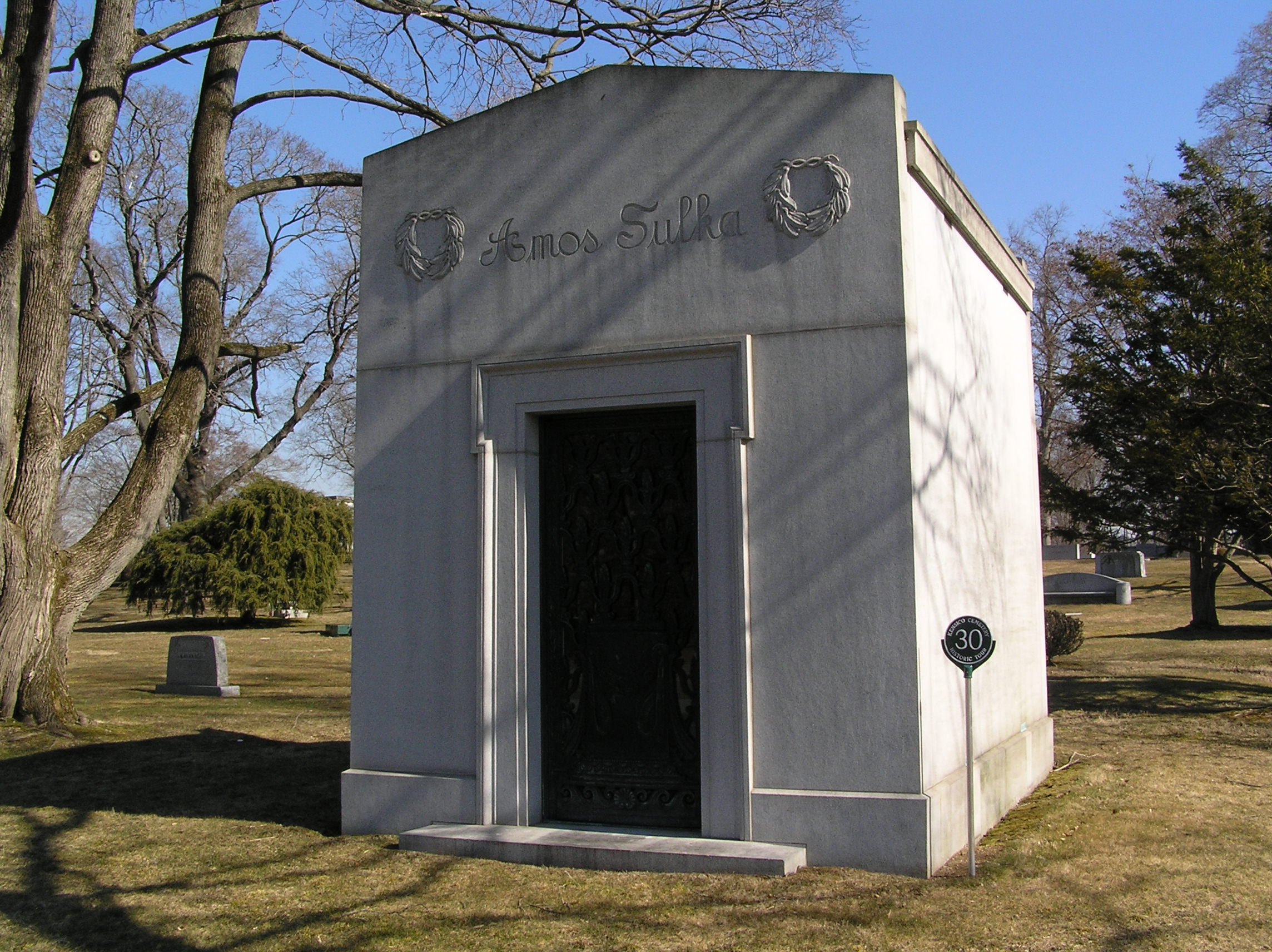
아모스 술카 영묘
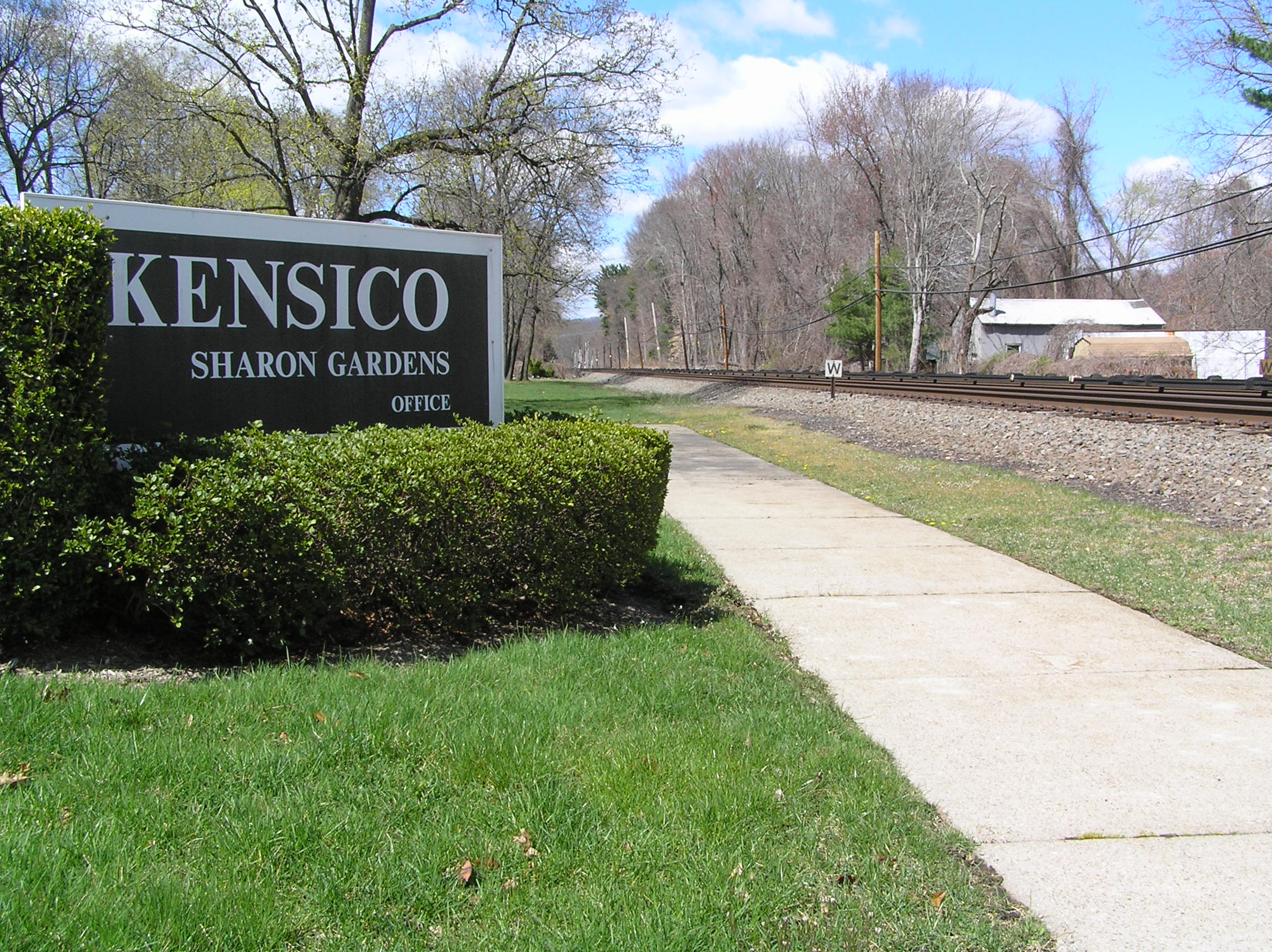
메트로 북부선 상에 있는 시코 묘지